# Papier-Mettler

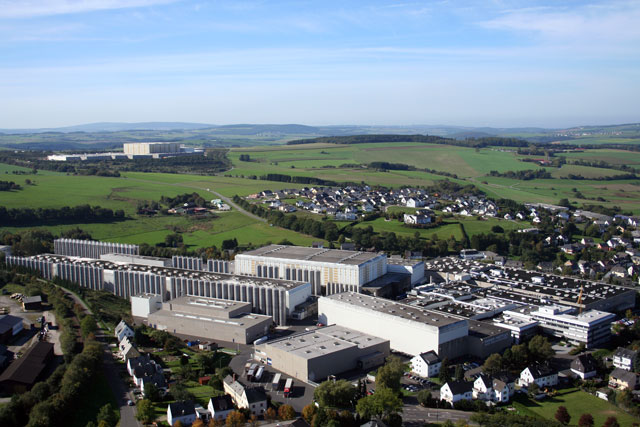
Luftaufnahme von Werk 1

Papier-Mettler KG ist ein deutscher, in Morbach im Hunsrück ansässiger Hersteller von Verpackungen aus Papier und Kunststoff.

## Geschichte
Das Familienunternehmen wurde am 1. Januar 1957 von Hans Georg Mettler als Papierhandlung „H. Georg Mettler Papiergroßhandel“ gegründet. In den ersten Jahren handelte das Unternehmen ausschließlich mit Papierprodukten, bevor 1961 mit der Produktion von Papierbeuteln begonnen wurde. 1967 konnte das Unternehmen den Maschinenpark aus der Insolvenzmasse des Dortmunder Unternehmens Carl Friedrichsen & Co. übernehmen. Ebenfalls in diesem Jahr wurde in Morbach ein neues Werk errichtet. 1971 begann das Unternehmen mit der Verarbeitung von Plastikfolien. Spätestens ab 1976 war das Unternehmen primär Hersteller von Folien. 1992 begann das Unternehmen mit dem Recycling von Kunststoffen in einem eigens errichteten Werk. 1998 wurde ein neues Werk für die Papierverarbeitung gebaut. Es folgten diverse Übernahmen von Betrieben wie TT-Plast, Platoplast, Oerlemanns, Belfort, und Heusden-Zolder. 2008 hatte das Unternehmen Betriebsstätten in Schweden, Ungarn und den USA. 2009 wurde eine erhebliche Vergrößerung der Betriebsfläche in Morbach um bis zu 25 ha bis zum Jahr 2011 angestrebt. 2012 wurde ein zweites Kunststoffrecyclingwerk für Plastiktüten in Betrieb genommen.

## Unternehmen
Insgesamt beschäftigt Papier-Mettler europaweit rund 3600 Mitarbeiter in 15 Ländern und rund 120 Auszubildende. Zudem beschäftigt das Unternehmen dual Studierende. Das Unternehmen beliefert unter anderem internationale Supermarktketten, Einzelhandelsketten im Textilbereich sowie große Bäckereiketten und Kunden aus der Nahrungsmittelindustrie.

## Produkte
- Tragetaschen und Beutel aus Papier und Kunststoff
- Serviceverpackungen für Gastronomiebetriebe, wie beispielsweise Coffee-to-go-Becher und andere to-go-Verpackungen
- Versandtaschen für den Onlinehandel
- MAP-Schalen
- Flexible Verpackungen wie Stretchfolien, Schrumpffolien und Lebensmittelprimärverpackungen

Die Plastiktüten werden u. a. für verschiedene Handelsunternehmen hergestellt. Für Kaiser’s Tengelmann werden Tüten produziert, die zu 85 Prozent aus Zuckerrohr bestehen. Diese sind nicht biologisch abbaubar, aber mehrmals verwendbar und recyclingfähig.